# Horodok (oblast de Lviv)
Pour les articles homonymes, voir Horodok.
Horodok (en ukrainien : Городок) ou Gorodok (en russe : Городок ; en polonais : Gródek) est une ville de l'oblast de Lviv, en Ukraine. Sa population s'élevait à 16 046 habitants en 2019.

## Géographie
Horodok est située près de la frontière polonaise, à 25 km à l'ouest de Lviv.

## Histoire
La localité est fondée en 1213. Нorodok était à l’époque un centre important pour le commerce du sel à Kievan Rus. Son ancien nom est Sel Нorodok. Elle reçoit son premier statut d'autonomie en 1387 et le droit de Magdebourg en 1389.
La bataille d'Horodok se déroula près de la ville le 29 septembre 1655.
Depuis la première partition de la Pologne, en 1772, jusqu'en 1918, la ville (nommée Gródek) fait partie de l'empire d'Autriche, puis d'Autriche-Hongrie (Cisleithanie après le compromis de 1867), chef-lieu du district de même nom, l'un des 78 Bezirkshauptmannschaften (powiats) en province (Kronland) de Galicie en 1900.
L'un des poèmes les plus connus de Georg Trakl, Grodek, décrit de façon lyrique la bataille meurtrière qui y eût lieu entre troupes austro-hongroises et russes, en septembre 1914.
Le sort de cette province fut dès lors disputé par la Pologne et la Russie soviétique, jusqu'à la paix de Riga, signée le 18 mars 1921, attribuant la Galicie orientale à la deuxième république de Pologne.
Pendant la Seconde Guerre mondiale, Horodok est occupée par l'Allemagne nazie et fait partie du Gouvernement général. La Galicie orientale est annexée en 1944 par l'Union soviétique et incluse à la république socialiste soviétique d'Ukraine, il y a à Horodok une base aérienne.

## Population
Recensements (*) ou estimations de la population :
| 1959* | 1970*  | 1979*  | 1989*  | 2001*  | 2011   | 2012   |
| ----- | ------ | ------ | ------ | ------ | ------ | ------ |
| 9 999 | 12 263 | 13 798 | 16 470 | 16 082 | 16 885 | 16 812 |

| 2013   | 2014   | 2015   | 2016   | 2017   | 2018   | 2019   |
| ------ | ------ | ------ | ------ | ------ | ------ | ------ |
| 16 761 | 16 741 | 16 646 | 16 516 | 16 368 | 16 210 | 16 046 |

## Personnalité
- Ross Martin (Martin Rosenblatt), acteur americain de la série "Les Mystères de l'Ouest", y est né.
- Ladislas II Jagellon, grand-duc de la Lituanie et roi de Pologne y est mort le 1er juin 1434.